# Юнацька збірна Латвії з футболу (U-16)
Юнацька збірна Латвії з футболу (U-16) — національна футбольна збірна Латвії, що складається із гравців віком до 16 років. Керівництво командою здійснює Латвійська футбольна федерація. Збірна може брати участь у товариських і регіональних змаганнях.
Формує найближчий кадровий резерв для основної юнацької збірної, команди до 17 років, яка може кваліфікуватися на Юнацький чемпіонат Європи з футболу (U-17). До зміни формату юнацьких чемпіонатів Європи у 2001 році саме команда 16-річних функціонувала як одна з основних юнацьких збірних і боролася за право участі у відповідній континентальній юнацькій першості з футболу.

## Юнацький чемпіонат Європи (U-16)
| Рік    | Раунд              | І | В | Н | П | Г+ | Г- |
| ------ | ------------------ | - | - | - | - | -- | -- |
| 1994   | не кваліфікувалася | – | – | – | – | –  | –  |
| 1995   | не кваліфікувалася | – | – | – | – | –  | –  |
| 1996   | не кваліфікувалася | – | – | – | – | –  | –  |
| 1997   | не кваліфікувалася | – | – | – | – | –  | –  |
| 1998   | не кваліфікувалася | – | – | – | – | –  | –  |
| 1999   | не кваліфікувалася | – | – | – | – | –  | –  |
| 2000   | не кваліфікувалася | – | – | – | – | –  | –  |
| 2001   | не кваліфікувалася | – | – | – | – | –  | –  |
| Усього | 0/8                | 0 | 0 | 0 | 0 | 0  | 0  |